# 比利·席恩
威廉·"比利"·席恩（英語：William "Billy" Sheehan，1953年3月19日—）是一位美國著名音樂家、貝斯手，出生於美國紐約州水牛城。席恩憑藉自己“領銜貝司”的演奏風格5次獲得美國《吉他手》(Guitar Player)雜誌讀者票選的“最佳搖滾貝斯手”。席恩的貝司技巧包括和絃的使用、雙手點弦、右手三指pick等。

## 個人經歷
年少時，席恩受到吉米·亨德里克斯生前現場音樂的影響，立志成為一個音樂家。在雛鳥樂團(The Yardbirds)貝斯手保羅·史密斯等人的感染下，開始接觸貝司。
席恩加入的第一個樂團是水牛城當地的流行樂團塔拉斯(Talas)。
1982-83年參加了英國樂團UFO的巡迴演唱會。
1985-88年加入了大衛·李·羅斯(David Lee Roth)的樂團。
1989年席恩與埃里克·馬丁等共同成立了大人物樂團(Mr.Big)。2002年大人物樂團活動停止。2009年活動再開始。
1996年成立了尼克酸(Niacin)樂團。
2001年，以外援樂手身分，參加日本樂團B'z和松本孝弘的演唱會及錄音，同年亦參加歌手奧井雅美專輯Shuffle錄音。
在2001年發售了個人的第一張專輯《Compression》，同時擔當主唱、吉他和貝司，邀請了著名吉他手史提芬·范、鼓手特里·波齊奧(Terry Bozzio)等參與制作和錄音。
2012年成立了酒廠的狗(The Winery Dogs)樂團。

## 部分作品

### With Talas
- 1979: Talas
- 1982: Sink Your Teeth into That
- 1983: Live Speed on Ice
- 1990: Talas Years [compilation]
- 1998: If We Only Knew Then What We Know Now [live]
- 1998: Live in Buffalo

### With Thrasher
- 1985: Burning at the Speed of Light

### Daniel Piquê
- 2009: BOO!! （页面存档备份，存于）
- 2012: CHU (websingle) （页面存档备份，存于）
- 2013: OLDBOY (websingle) （页面存档备份，存于）

### Tony MacAlpine
- 1986: Edge of Insanity

### KUNI
- 1986: MASQUE

### David Lee Roth
- 1986: Eat 'Em and Smile
- 1988: Skyscraper（英语：Skyscraper (album)）

### Greg Howe
- 1988: Greg Howe（英语：Greg Howe (album)）

### Mr. Big
- 1989: Mr. Big
- 1991: Lean into It
- 1993: Bump Ahead
- 1996: Hey Man
- 2000: Get Over It（英语：Get Over It (album)）
- 2001: Actual Size
- 2011: What If...
- 2014: ...The Stories We Could Tell
- 2017: Defying Gravity

### Niacin
- 1996: Niacin
- 1997: Live
- 1998: High Bias
- 2000: Deep（英语：Deep (Niacin album)）
- 2001: Time Crunch
- 2003: Live! Blood, Sweat & Beers
- 2005: Organik
- 2013: Krush（於2013年4月2日由Prosthetic Records發行）

### With Explorer's Club
- 1998: Age of Impact

### 個人
- 2001: Compression（英语：Compression (album)）
- 2005: Cosmic Troubadour
- 2006: Prime Cuts [compilation]
- 2009: Holy Cow!

### Terry Bozzio and Billy Sheehan
- 2002: Nine Short Films

### Richie Kotzen
- 1998: What Is...
- 2003: Change
- 2006: Ai Senshi Z×R

### The Winery Dogs
- 2013: The Winery Dogs
- 2015: Hot Streak（英语：Hot Streak (The Winery Dogs album)）

### WithMichael Kocáb
- 2014: Aftershocks

### With Sons of Apollo
- 2017: Psychotic Symphony

## 關連項目
- 大人物樂團
- Bass Frontiers Magazine
- The Winery Dogs
- The Handle
- Shred guitar
- Joe Satriani
- Terry John Bozzio
- Derek Sherinian
- 奧井雅美

## 外部連結
- 官方網站 （页面存档备份，存于）
- MySpace （页面存档备份，存于）